# Pishon
Pishon eller Pison är en av de fyra floderna som nämns i Första Moseboken i Gamla testamentet i Bibeln. Från Edens lustgård flöt en flod som delade sig i fyra grenar: Pishon, Gichon, Tigris och Eufrat. Pishon flöt kring landet Havila.
Identifieringen av Pishon är omdiskuterad. Torahkommentatorn Rashi identifierade Pishon som Nilen. Den judiske historikern Josefus identifierade Pishon som Indusfloden eller Gangesfloden. Även Karunfloden har föreslagits vara Pishon.